# Leonor Michaelis
Pour l’article homonyme, voir Michaelis.
Leonor Michaelis (Berlin, 16 janvier 1875 - New York, 8 octobre 1949) est un biochimiste et médecin allemand, renommé pour son travail avec Maud Menten sur la cinétique enzymatique et l'équation de Michaelis-Menten, proposée en 1913.

## Biographie
Né à Berlin, il étudie la médecine à l'université de Fribourg-en-Brisgau et à l'université Humboldt de Berlin et obtient son doctorat en 1897. Il travaille comme assistant à Paul Ehrlich (1898-99), à Moritz Litten (1899-1902) et à Ernst Viktor von Leyden (1902-06). En 1906 il devient directeur du laboratoire de bactériologie dans l'hôpital municipal Am Urban de Berlin, et professeur associé à l'Université Friedrich-Wilhelm (aujourd'hui: Université Humboldt) de Berlin dès 1908. En 1922 il devient professeur de biochimie à l'école médicale de l'université de Nagoya (Japon). En 1926 il déménage à l'université Johns-Hopkins à Baltimore (Maryland), et en 1929 à l'institut de recherche médicale de l'université Rockefeller à New York. Il prend sa retraite en 1941.
L. Michaelis est l'éponyme de la cinétique enzymatique largement utilisée en biochimie. Ses travaux étaient basés sur des résultats de Victor Henri. En plus de sa recherche avec Maud Menten en cinétique enzymatique, il a découvert le vert de Janus comme teinture supravitale des mitochondries, ainsi que le corps de Michaelis-Gutmann aux infections urinaires en 1902. Enfin il a découvert que l'acide thioglycolique peut dissoudre la kératine, protéine constituante des cheveux. Cette découverte rend possible les permanentes, où cet acide est utilisé sous forme de son sel d'ammonium.

## Publications
- Einführung in die Farbstoffchemie. Berlin 1902.
- Dynamik der Oberflächen. Dresden 1909.
- Einführung in die Mathematik für Biologen und Chemiker. Berlin 1912; 3. Aufl. 1927.
- Die Wasserstoffionenkonzentration. Berlin 1914
- Praktikum der physikalischen Chemie. Berlin 1921
- The effects of ions in colloidal systems. Berlin 1925.
- Die theoretische Grundlage für die Bedeutung der Wasserstoffkonzentration des Blutes. In: Handbuch der normalen und pathologischen Physiologie. Band 6.1, Berlin 1928.